# Pseudenargia basilissa
Pseudenargia basilissa là một loài bướm đêm trong họ Noctuidae.